# Förläggning
Förläggning (fr. dislocation), krigsv., kallas truppers härbärgerande i fred och krig. I fred sker förläggningen såvitt det är möjligt i kronans kaserner eller i hyrda lägenheter eller i kvarter hos befolkningen, det senare sättet var tidigare dock i Sverige endast tillåtet för tågande trupper. Under de icke garnisonerade truppernas övningar sker förläggningen ännu i barackläger, vilket alltid blir fallet på skjutplatser och sådana ställen, där trupper kortare tid vistas. Under större fälttjänstövningar sker förläggning i tillfälliga trånga kvarter eller i skyddstält, om sådana medföras, eller under bar himmel. I krig förläggas trupper i vidsträckta eller i trånga kvarter, i kvarterläger (förening av kvarter och läger), i läger av baracker, tält, hyddor etc, eller i bivack med eller utan skyddstält. För förläggningens anordnade bör, där det låter sig göra, förutsända en förläggningstrupp bestående av några officerare (adjutanter) med erforderligt manskap till biträde. Även intendenturpersonal kan medverka.